# وحدة رين الحضرية
وحدة رين الحضرية هي وحدة حضرية فرنسية تتمركز في مدينة رين، عاصمة إقليم إيل وفيلان وأيضاً عاصمة منطقة بريتاني. تعد جزءاً من فئة التجمعات الحضرية الكبرى في فرنسا، أي التي تضم أكثر من 200,000 نسمة.